# Svartharun
Svartharun är öar i Finland. De ligger i Finska viken och i kommunen Raseborg i landskapet Nyland, i den södra delen av landet. Öarna ligger omkring 85 kilometer väster om Helsingfors.
Arean för den av öarna koordinaterna pekar på är 0,3 hektar och dess största längd är 120 meter i sydöst-nordvästlig riktning. Närmaste större samhälle är Ekenäs, 16,7 km nordväst om Svartharun.